# Aellopos gehleni
Aellopos gehleni är en fjärilsart som beskrevs av Adolf G. Closs 1922. Aellopos gehleni ingår i släktet Aellopos och familjen svärmare. Inga underarter finns listade i Catalogue of Life.